# 张建国 (中国金融人物)
张建国（1954年11月—），男，山东陵县人，中华人民共和国金融人物，高级经济师，2004年到2006年任交通银行行长；2006年到2015年担任中国建设银行行长。

## 生平
1982年毕业于天津财经学院金融专业。1982年到1984年任中国人民银行天津市分行河西区办事处信贷员。
1984年至2001年一直在中国工商银行天津市分行工作，1997年任工商银行天津市分行副行长；1998年任工商银行国际业务部总经理。
2001年9月担任交通银行副行长；2004年6月担任交通银行行长、副董事长；
2006年7月担任中国建设银行行长，同年10月兼任建行副董事长、执行董事。2015年6月辞去建行职务。